# Pilot 215 SE
Pilot 215 SE är en svensk lotsbåt som byggdes 2013 av Oy Kewatec Aluboat Ab i Karleby i Finland till Sjöfartsverket i Norrköping. Pilot 215 SE stationerades vid Sundsvalls lotsplats.